# Faro de la Vieille
El faro de la Vieille (en bretón: Ar Wrac’h, Ar Wrac'h Vras, en español: la vieja) es un faro del extremo occidental de Bretaña, en el departamento de Finisterre, en Francia. Junto con la baliza Tourelle de la Plate, señala a los barcos el paso del Raz de Sein entre la isla de Sein y la punta de Raz. Fue construido entre 1882 y 1887 en el islote llamado Ar Gorle Bella (la roca más alejada, en bretón). Está situado en el término municipal de Plogoff y pertenece al Estado francés.
El faro de la Vieille tiene mucha fama en Francia debido a su emplazamiento aislado en un entorno marítimo particularmente peligroso, el mar de Iroise, y a una historia rica en acontecimientos. Entre los primeros estudios de viabilidad y su encendido, su construcción tardó cerca de 10 años.

## Estudios de viabilidad y construcción

### Estudios de viabilidad
Desde 1861, la comisión francesa de los faros había establecido la necesidad de instalar un faro sobre el islote de la Vieille y había instado a que se presentase un anteproyecto de ingeniería antes de 1862. Este anteproyecto fue sin embargo apartado debido a la falta de créditos y a las dificultades ligadas a la imposibilidad de atracar en la roca. La idea fue retomada diez años más tarde para ser de nuevo aplazada en 1872 por los mismos motivos, a los que se añadía el inicio de la construcción del faro de Ar-Men, en la avanzada oeste de la isla de Sein, y del faro de Tévennec, al norte del Raz de Sein. 
Se decidió finalmente realizar unos estudios de viabilidad in-situ que empezaron en 1879. Los primeros se aplicaron a estudiar las corrientes marinas del lugar, la composición y calidad de la roca y los posibles puntos de arribaje y amarre. Se desarrollaron en 5 desembarcos para los que se habían contratado a pescadores de la vecina isla de Sein y a albañiles que trabajaban en la construcción del faro de Ar-Men, a 18 km de distancia. Estos consiguieron mejorar el arribaje colocando cemento en varios puntos de la base de la roca.
La segunda campaña de viabilidad se hizo en 1880 y requirió 10 desembarcos, durante los cuales se fijaron anillas de amarre y barras de anclaje que permitieron construir una plataforma de cemento donde colocar los futuros materiales de construcción y para servir de base a los futuros cimientos del faro.

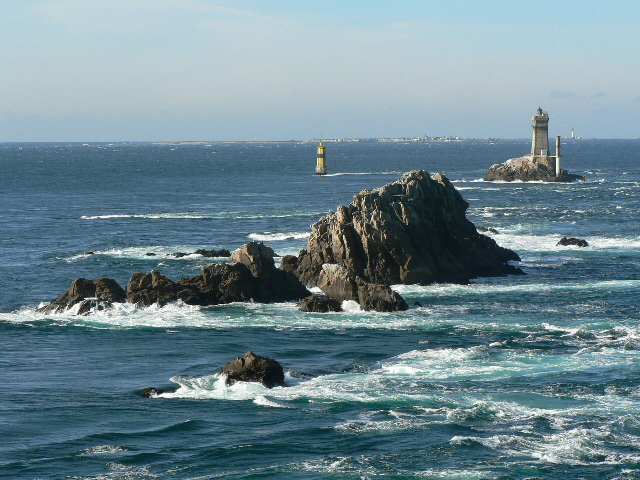
La Vieille y la Plate vistas desde la punta de Raz, con la isla de Sein en el horizonte.

La construcción del faro se presentaba muy ardua porque resultaba casi imposible a los barcos mantenerse amarrados a la roca de la Gorle Bella, debido a que esta tiene una forma alargada en el sentido de unas corrientes marinas muy potentes y permanentes. Esto hace que la roca ofrezca pocas zonas resguardadas, y que en ellas el oleaje se quede en calma solo durante cortos espacios de tiempo. Además, al sur del islote se encuentran numerosas rocas que apenas afloran, y tanto al este como al oeste los barcos no pueden estacionar por las corrientes que pueden alcanzar 6 nudos. Solo queda el estrecho flanco norte donde solo se puede atracar con el mar en calma, a saber 3 días antes de la luna llena y 3 días después. En esta zona, una marejada puede formar olas de hasta 40 a 50 metros.
La construcción se anunciaba sin embargo más fácil que para el vecino faro de Ar-Men, gracias a que la roca es más grande. Tiene 20 m de ancho por 50 de largo y se eleva a 14 m sobre el nivel del mar en las mareas más altas. Una vez tallada, permite construir una plataforma de 10 por 20 m.
En consecuencia el ingeniero Victor Fenoux planificó la construcción en campañas de 5 meses al año, durante los 6 días de buen tiempo que acompañan la luna llena pero trabajando día sí y día no, a saber un total de unos 30 desembarcos al año.
Después de dos años de estudios, el 29 de enero de 1881 el ministro de Obras Públicas Sadi Carnot acordó la construcción del faro y en abril de 1882 se votaron los créditos necesarios.

### Construcción

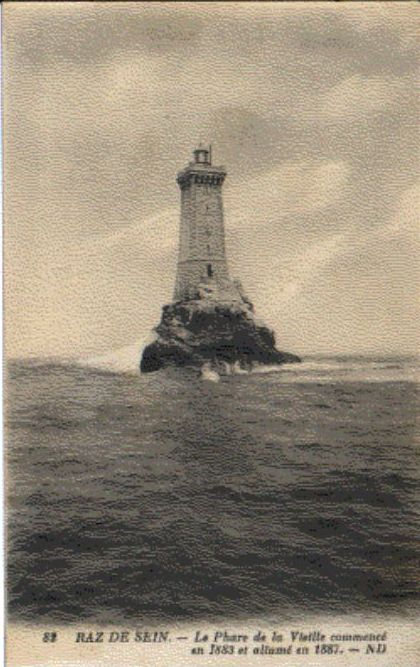
El faro de la Vieille recién construido.

La isla de Sein fue elegida como base de las operaciones: allí se almacenaban los materiales y los sillares extraídos de la cantera de la isla de Sein, y se instaló la dirección de obras, supervisadas por el ingeniero Probestau. Los constructores se beneficiaron de la experiencia adquirida en la compleja construcción del faro de Ar-Men que acababa de terminarse.
Las temporadas de obras arrancaban cada 1 de mayo, justo después de las tormentas invernales. Los obreros eran transportados en un pequeño barco de vapor que arrastraba una chalupa cubierta cargada con los materiales. Las corrientes combinadas con el fuerte oleaje impedían a los barcos de la época permanecer amarrados a la roca, por lo que se utilizaron botes pequeños que descargaban hombres y materiales poco a poco en un ir y venir casi continuo entre la roca, el vapor y la chalupa. Procedían de la siguiente manera:
- Se habían fijado mástiles de carga en la roca para facilitar la descarga de los materiales;
- Los botes servían de enlace entre la roca, la chalupa y el vapor;
- Durante el flujo (marea ascendente) y parte del reflujo (marea descendiente), la chalupa era amarrada al suroeste de la roca por medio de tres boyas ancladas al fondo marino;
- El vapor era amarrado a otra boya, más alejada del islote. A veces las corrientes producidas por las mareas vivas eran tan fuertes que el vapor tenía que ser amarrado en el área más resguardada de la bahía de los Trépassés, entre la punta de Raz y la punta de Van, manteniéndose en alerta para acercarse de nuevo a la roca en caso de emergencia.

Desde los primeros desembarcos se construyó un pequeño refugio en la roca para los obreros y sus víveres, pero cuando empeoraban el tiempo y el estado de la mar no era lo bastante seguro: los obreros tenían que ser evacuados y la actividad suspendida.
Los trabajos de excavación y albañilería para los cimientos y la base del faro empezaron el 5 de agosto de 1882. La construcción de la torre y de la plataforma que la corona, así como parte de las instalaciones interiores, terminaron en 1886. Estas fueron acabadas en 1887. El hormigón empleado se elaboraba con cemento portland mezclado con agua de mar para la base y la plataforma superior, y con agua dulce para el cuerpo de la torre a fin de garantizar una mejor salubridad en su interior.
Los estudios previos y la construcción fueron supervisados de 1879 a 1885 por el ingeniero jefe de los Ponts et Chaussées (Puentes y Caminos) Fenoux, y de 1886 a 1887 por el ingeniero jefe Considere. El ingeniero Alexandre Miniac supervisó la marcha de las obras desde su inicio hasta su culminación. La luz del faro de la Vieille fue encendida por fin el 15 de septiembre de 1887, fecha que fue grabada en el muro de la torre.

## Arquitectura
La Vieille tiene forma de torre cuadrada ensanchada hacia su base; su cara norte lleva adosado un saliente semicircular que alberga la escalera interior. La base y la estructura están constituidas por sillares almohadillados de granito gris de la isla de Sein, y la torre fue construida en mampostería de granito de la cercana cantera de Kersanton. Una plataforma cuadrada remata la torre con una cornisa de modillón bastillado que sostiene una balaustrada de piedra maciza. La linterna dispone así de una amplia terraza de desembarco. Justo debajo, un cuarto alberga los grupos electrógenos y la sala de vigía provista de un balcón de hierro.

## Abastecimiento y relevo de los fareros

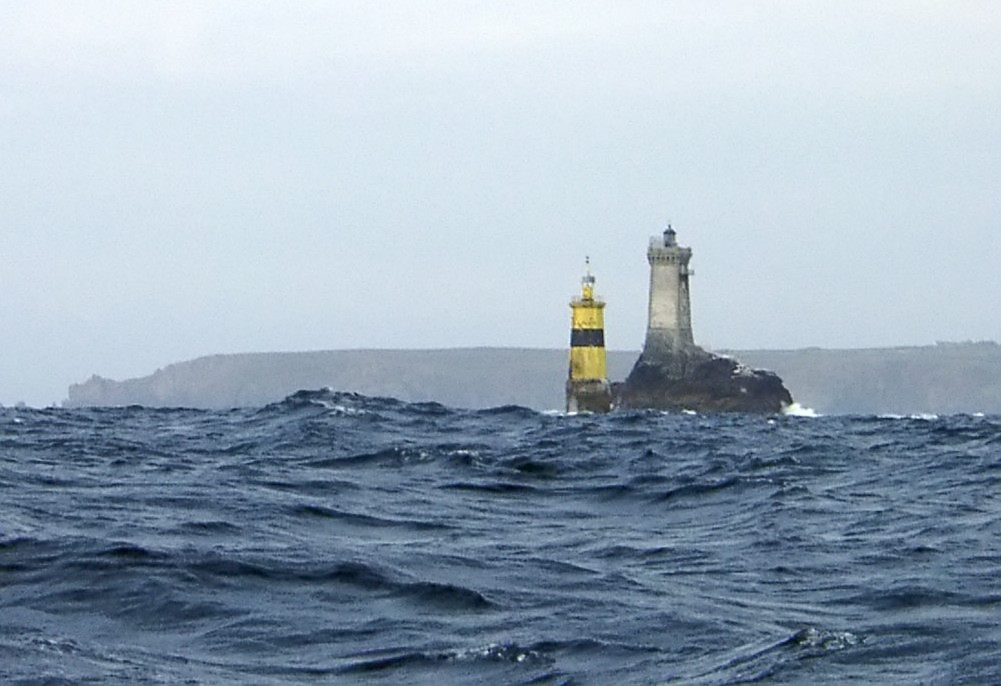
La Vieille vista desde un barco cruzando el raz de Sein.

El faro estaba al cuidado de dos fareros que eran relevados de uno en uno cada 15 días, cuando el tiempo y el estado de la mar lo permitían. Se les llevaba suministros tres o cuatro veces al mes pero, al igual que para los relevos, el mal tiempo podía retrasar la llegada del abastecimiento en varios días y hasta semanas. El enlace lo hacía un bote patrulla cuyo patrón, generalmente oriundo de la isla de Sein, era un marino experimentado y especialmente hábil.
Como en todos los faros situados en el mar, y en particular los vecinos faros de Ar-Men, la Jument y Kéréon, el relevo y el abastecimiento de los fareros se hacía por medio de un sistema cableado llamado cartahu en francés, que lanzaban los fareros a la tripulación del barco. Una vez que el cartahu estaba asegurado, se le ataba el ballon, un asiento que no tenía forma esférica y que en su origen era de corcho. Iba y venía entre el barco y el faro mediante un cabrestante manipulado por los fareros en la roca. Primero llegaba el farero entrante sentado en el ballon y el saliente ocupaba su lugar para regresar al barco, de tal manera que siempre quedaban dos fareros en la roca. Una vez realizado el relevo, se procedía de la misma manera para hacer llegar los suministros al faro. Durante toda la maniobra el barco rozaba las rocas de la base del faro, un ejercicio particularmente peligroso que requería una gran destreza tanto por parte de los marineros como por parte de los fareros.
En verano de 1926, se instaló un nuevo sistema más seguro: se construyó al lado del faro una torre equipada con un sistema de grúa llamado Temperley. El Temperley fue desmontado durante el proceso de automatización del faro en 1995, y desde entonces el acceso al faro para operaciones de mantenimiento y reparaciones se hace por helicóptero. La torre fue arrancada por un golpe de mar durante la tempestad de 2008.

## El grave incidente de 1926
Al finalizar la Primera Guerra Mundial, Francia contaba con muchos inválidos de guerra entre su población, para los que el Estado promovió varias medidas para facilitar su reinserción profesional. La ley del 26 de abril de 1924 obligaba a que se les diera un empleo y preveía una lista de "empleos reservados" en la función pública, como guarda forestal, cartero, auxiliar administrativo, portero, guardia de museos y parques públicos, y fareros.
Así fue cómo dos mutilados de guerra corsos, Mandolini y Ferracci, fueron destinados respectivamente el 3 de junio y el 22 de noviembre de 1925 a la vigilancia del faro de la Vieille. Los dos hombres no son aptos para tan duro trabajo: Mandolini ha perdido el uso de un brazo y Ferracci tiene una bala incrustada en el cuerpo. Les cuesta utilizar el cartahu en los peligrosos relevos. Ambos tenían además los pulmones afectados por los gases empleados durante la guerra, y debían a pesar de todo subir diariamente los 120 escalones que separaban la sala de vigilancia de los depósitos de petróleo. Sus repetidas solicitudes de traslado, apoyadas en certificados médicos, no fueron atendidas.
A finales de diciembre de 1925, Francia sufre un prolongado y violento temporal. El farero jefe se encuentra de permiso en tierra y "a bordo" solo permanecen los dos veteranos. Durante semanas, las tormentas impiden a los barcos de pescadores que entonces aseguraban el abastecimiento acercarse al faro. Cuando los dos hombres izan la bandera negra para pedir auxilio, el oleaje es tan fuerte que ningún barco logra socorrerlos. El barco Léon-Bourdelles, que se encargaba del mantenimiento de las balizas y boyas de la zona, les envía un bote que casi naufraga y pierde a su tripulación.
El 19 de febrero de 1926, el drama se convierte en tragedia cuando una goleta del puerto de Paimpol, La Surprise, naufraga en los arrecifes de Plogoff sin que se pueda salvar su tripulación. Los testigos declararon que aquella noche el faro de la Vieille no estaba encendido y que su señal acústica solo funcionaba a ratos.
Finalmente el 28 de febrero de 1926, el patrón de un pesquero de Plogoff, Clet Coquet, acompañado de su hijo y del farero jefe de Ar-Men, Nicolas Kerninon, lograron a pesar del temporal traer a tierra a los dos guardias extenuados. Kerninon y el joven Coquet se encordaron con un cable que consiguieron lanzar entre el barco y la escalera de acceso al faro que alcanzaron nadando en las aguas heladas. Sustituyeron temporalmente a los dos guardias rescatados. 
El asunto es relatado en un primer momento por la prensa local que la asocia con incidentes similares ocurridos a inválidos de guerra destinados en los faros de la Jument y de Ar-Men. Los diarios nacionales toman el relevo y la noticia tiene tanta repercusión mediática que llega al Parlamento. Un decreto del 1 de septiembre de 1927 excluirá la profesión de farero de los "empleos reservados". Los dos hombres no fueron considerados culpables del naufragio y fueron destinados a faros en el continente.

## Historia de la linterna

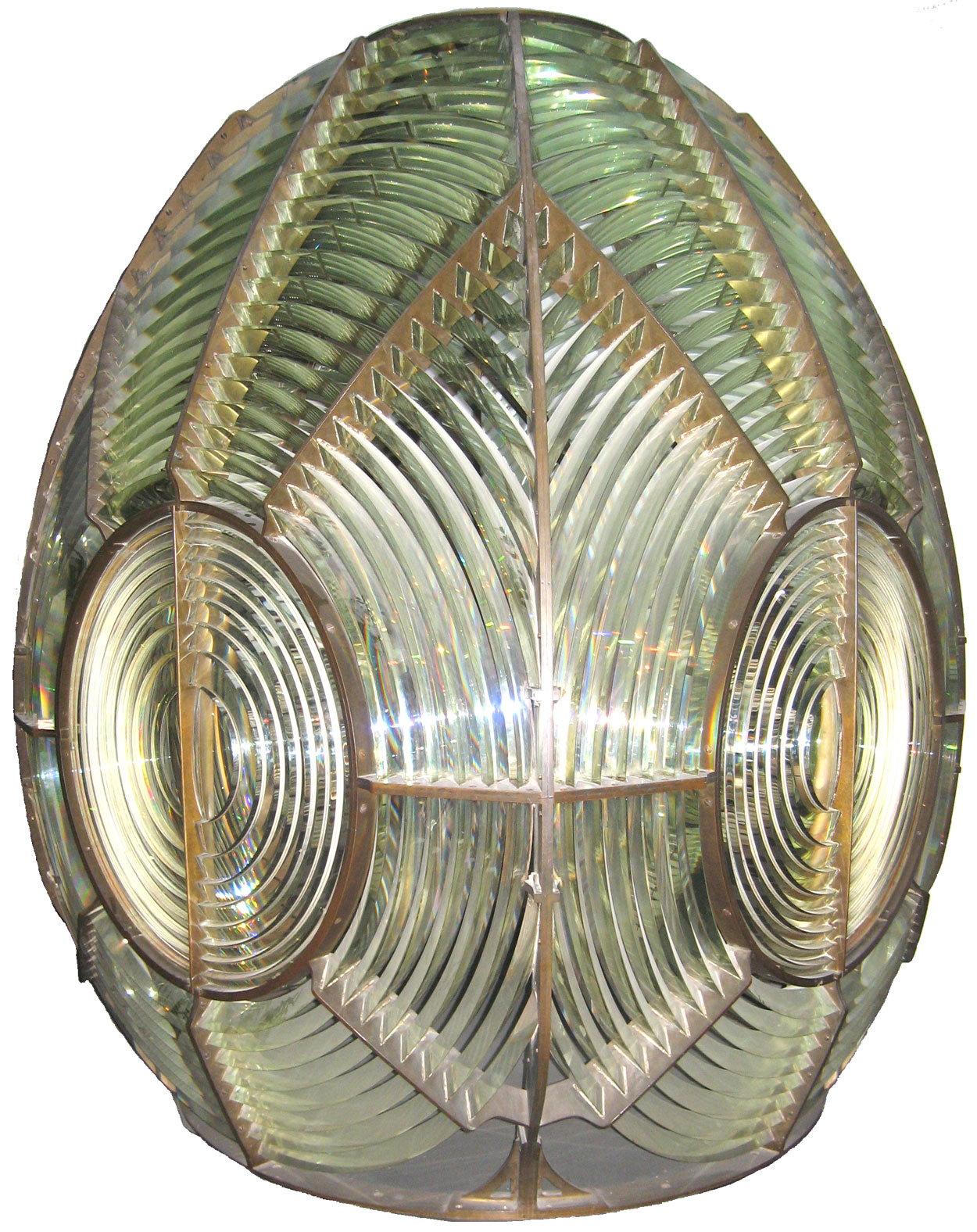
Una lente de Fresnel del, tipo de lente instalada en los faros franceses. París, Museo de la Marina, Palais de Chaillot.

A lo largo de su historia, el faro de la Vieille ha alumbrado el raz de Sein de distintas maneras:
- La primera luz fija es encendida el 15 de septiembre de 1887. Emitía un foco luminoso de 50 cm de diámetro que consistía en una luz de sectores blancos, rojos y verdes. En ese mismo instante se apagaron las dos luces de la punta de Raz: la luz llamada del Bec de Raz, que fue convertida en semáforo marítimo,[9] y la luz llamada "de la falaise de Raz" (luz del alcantilado de Raz), que fue abandonada.
- en 1898, el sistema óptico es equipado con un sistema a ocultaciones cada 5 segundos.
- en 1904, se añade un quemador de petróleo con luz incandescente para reforzar el quemador existente.
- el 15 de noviembre de 1913, se añade una sirena de niebla.
- en 1939, se instala la luz actual de 3 ocultaciones (2+1) y 5 sectores (blanco, rojo y verde), con un alcance de 18 millas náuticas.

Los combustibles también evolucionaron con el tiempo:
- en 1887, aceite mineral
- en 1898, vapor de petróleo
- en 1995, automatización eléctrica. El sistema es controlado a distancia desde la isla de Sein

Los grupos electrógenos servían para las necesidades de los fareros pero no alimentaban la luz del faro. Esta funcionó con aceite hasta 1995.
Durante la Segunda Guerra Mundial, el faro fue evacuado el 21 de enero de 1944 y no fue encendido de nuevo hasta el 1 de junio de 1945.
Fue electrificado en 1992 y automatizado 3 años más tarde, siendo el penúltimo faro francés en ser automatizado, antes del faro de Kéréon. El 14 de noviembre de 1995, cuatro fareros pasaron su última noche en el faro de la Vieille. Para protestar contra la automatización, los dos fareros de servicio se habían negado a abandonar la roca cuando llegaron los dos de relevo que se unieron a ellos.